# 1948 au Nouveau-Brunswick
Chronologie du Nouveau-Brunswick
- 1944
- 1945
- 1946
- 1947
- 1948
- 1949
- 1950
- 1951
- 1952

Cette page concerne des événements d'actualité qui se sont produits durant l'année 1948 dans la province du Nouveau-Brunswick.

## Événements
- Fondation de la Fédération du Saumon Atlantique.
- 10 avril : création du parc national de Fundy.
- 28 juin : 41e élection générale néo-brunswickoise.

## Naissances
- Eldred Savoie, journaliste
- Réginald Charles Gagnon, dit Cayouche, auteur-compositeur-interprète.
- Ivan Vanhecke, artiste.
- 19 janvier : Frank McKenna, premier ministre du Nouveau-Brunswick.
- 13 février : Allan Legere, tueur en série, connu comme Le monstre de Miramichi.
- 20 février : Elizabeth Weir, députée et chef du Nouveau Parti démocratique du Nouveau-Brunswick.
- 15 avril : Sandra Lovelace Nicholas, activiste et sénatrice.
- 21 mai : Booth Savage, acteur et producteur
- 8 juin : John McKay, député.
- 13 juillet : Yvon Poitras, député.
- 15 août : 
  - Patsy Gallant, chanteuse.
  - Jean-Marie Nadeau, activiste, journaliste et syndicaliste.
- 9 octobre : Brad Woodside, maire de Fredericton.

## Décès
- 18 janvier : William George Clark, lieutenant-gouverneur du Nouveau-Brunswick.
- 14 juillet : Richard Burpee Hanson, maire, député et ministre.
- 4 novembre : Robert Watson Grimmer, député.
- 12 décembre : John Anthony McDonald, sénateur.